# 33 (číslo)
Třicet tři je přirozené číslo. Následuje po číslu třicet dva a předchází číslu třicet čtyři. Řadová číslovka je třicátý třetí nebo třiatřicátý. Římskými číslicemi se zapisuje XXXIII.

## Matematika
Třicet tři je
- největší kladné celé číslo, které nelze vyjádřit součtem různých trojúhelníkových čísel
- součet prvních čtyř kladných faktoriálů (1! + 2! + 3! + 4! = 1 + 2 + 6 + 24 = 33)

## Chemie
- 33 je atomové číslo arsenu.

## Fyzika
- V Newtonově teplotní stupnici je 33 stupňů teplota varu vody.

## Anatomie
- Lidská páteř se skládá z 33 obratlů (počítáme-li jednotlivé součásti kostrče samostatně).

## Ostatní
- Kralování krále Davida v Jeruzalémě trvalo 33 let.[1]
- V judaismu se 33. den po svátku pesach slaví Lag ba-omer. Samotné slovo „lag“ nemá přitom žádný význam a je pouze vokalizovanou podobou čísla 33 zapsaného hebrejskými číslicemi (lamed=30, gimel=3).
- Nejčastěji udávaný věk ukřižování Ježíše Krista, spojení Kristova léta se všeobecně používá pro lidský věk 33 let.
- Bazilika svatého Petra v římě má 33 kaplí.
- v Danteho Božské komedii se skládají části Očistec a Ráj každá z 33 zpěvů.
- V pythagorejské numerologii je 33 nejvyšším „hlavním číslem“ (= číslo, které se již dále neredukuje pomocí ciferného součtu).
- Tradiční skotský ritus svobodného zednářství má 33 stupňů zasvěcení. Nejvyšší radu v tomto ritu tvoří maximálně 33 hodnostářů. Budova House of the Temple, která je sídlem Nejvyšší rady, je po vnějším obvodu lemována 33 sloupy.
- Jeden ze symbolů Ku-klux-klanu (zkratka KKK, K je 11. písmeno abecedy, 3*11 je 33).
- Nejrozšířenější typ gramofonové desky se přehrává při rychlosti 33 otáček/min.
- +33 je mezinárodní telefonní předvolba Francie

## V kultuře
- Třiatřicet stříbrných křepelek – český film z roku 1964 režiséra Antonína Kachlíka

## Roky
- 33
- 33 př. n. l.
- 1933